# Bradstone
Bradstone – wieś w Anglii, w hrabstwie Devon, w dystrykcie West Devon. Leży 56 km na zachód od miasta Exeter i 309 km na zachód od Londynu. Miejscowość liczy 63 mieszkańców.